# Chañe
Chañe è un comune spagnolo di 700 abitanti situato nella comunità autonoma di Castiglia e León.